# Hangpang
Hangpang (nepalski: हाङ्गपाङ्ग) – gaun wikas samiti we wschodniej części Nepalu w strefie Meći w dystrykcie Taplejung. Według nepalskiego spisu powszechnego z 2001 roku liczył on 811 gospodarstw domowych i 4345 mieszkańców (2209 kobiet i 2136 mężczyzn).